# Agroklimat
Agroklimat – typowy dla danego regionu układ warunków meteorologicznych, ustalony na podstawie wieloletnich danych i traktowany jako jeden z czynników wpływających na efektywność produkcji rolniczej. Do jego oceny zastosowano czterostopniową skalę dla podstawowych elementów agrometeorologicznych: nasłonecznienia, temperatury, opadów, wilgotności powietrza, długości okresu wegetacji.
Na tej podstawie wyróżniono np. w Polsce pięć typów agroklimatu. Alternatywnie, jego wartość można określić na podstawie średnich plonów przeliczeniowych wybranych upraw (pszenica ozima, żyto, jęczmień jary, owies, ziemniaki, buraki cukrowe) z dłuższego okresu. Metoda ta bywa jednak kwestionowana, ponieważ wysokość plonów zależy w większym stopniu od poziomu technologii rolniczej niż od samych cech środowiskowych.